# Villogorgia spatulata
Villogorgia spatulata är en korallart som först beskrevs av Nutting 1910.  Villogorgia spatulata ingår i släktet Villogorgia och familjen Plexauridae. Inga underarter finns listade i Catalogue of Life.